# Woodland Park (Colorado)
Woodland Park é uma cidade localizada no estado americano do Colorado, no Condado de Teller.

## Demografia
Segundo o Censo dos Estados Unidos de 2020, a sua população era de 7 920 habitantes e em 2023 foi estimada uma população de 7 873.

## Geografia
De acordo com o United States Census Bureau tem uma área de
6,61 milha quadradas (17,1 km2) de terra. Woodland Park localiza-se a aproximadamente 2364 m acima do nível do mar.

## Localidades na vizinhança
O diagrama seguinte representa as localidades num raio de 24 km ao redor de Woodland Park.